# Бунгуран
Острова́ Бунгу́ран (также Нату́на; индон. Kepulauan Natuna) — архипелаг в Индонезии, расположен в южной части Южно-Китайского моря. Один из самых северных архипелагов в Индонезии. Площадь — около 1300 км². Население — около 100 000 человек.
Наиболее крупные острова: Бунгуран-Бесар, Суби-Бесар, Лаут, Серасан, Мидай. Сложены гранитами. В центре острова Бунгуран-Бесар находится высшая точка архипелага, её высота — 959 м. Климат экваториальный. Осадков более 2000 мм в год. Влажные вечнозелёные тропические леса. Культивируются кокосовая пальма, рис, кукуруза.
Административно составляют округ Натуна провинции Кепулауан-Риау с административным центром в городе Ранаи.